# Rittana
Rittana (piemontesisch Ritan-a, okzitanisch Ritana) ist eine italienische Gemeinde in der Provinz Cuneo (CN), Region Piemont.

## Lage und Einwohner
Rittana liegt knapp 20 km westlich von der Provinzhauptstadt Cuneo entfernt im gleichnamigen Tal und besteht aus den Dörfern Bergia, Chesta, Gorré, San Mauro, Scanavasse, Tanara, Tetto Ponte und Tetto Rimet. San Mauro ist der Hauptort der Gemeinde Rittana. Das Gemeindegebiet umfasst eine Fläche von 11,35 km² und hat 104 Einwohner (Stand 31. Dezember 2023). Der höchste Punkt der Gemeinde bildet mit dem 1796 m hohen Alpe di Rittana den Talabschluss.
Die Nachbargemeinden sind Bernezzo, Gaiola, Monterosso Grana, Roccasparvera, Valgrana und Valloriate.

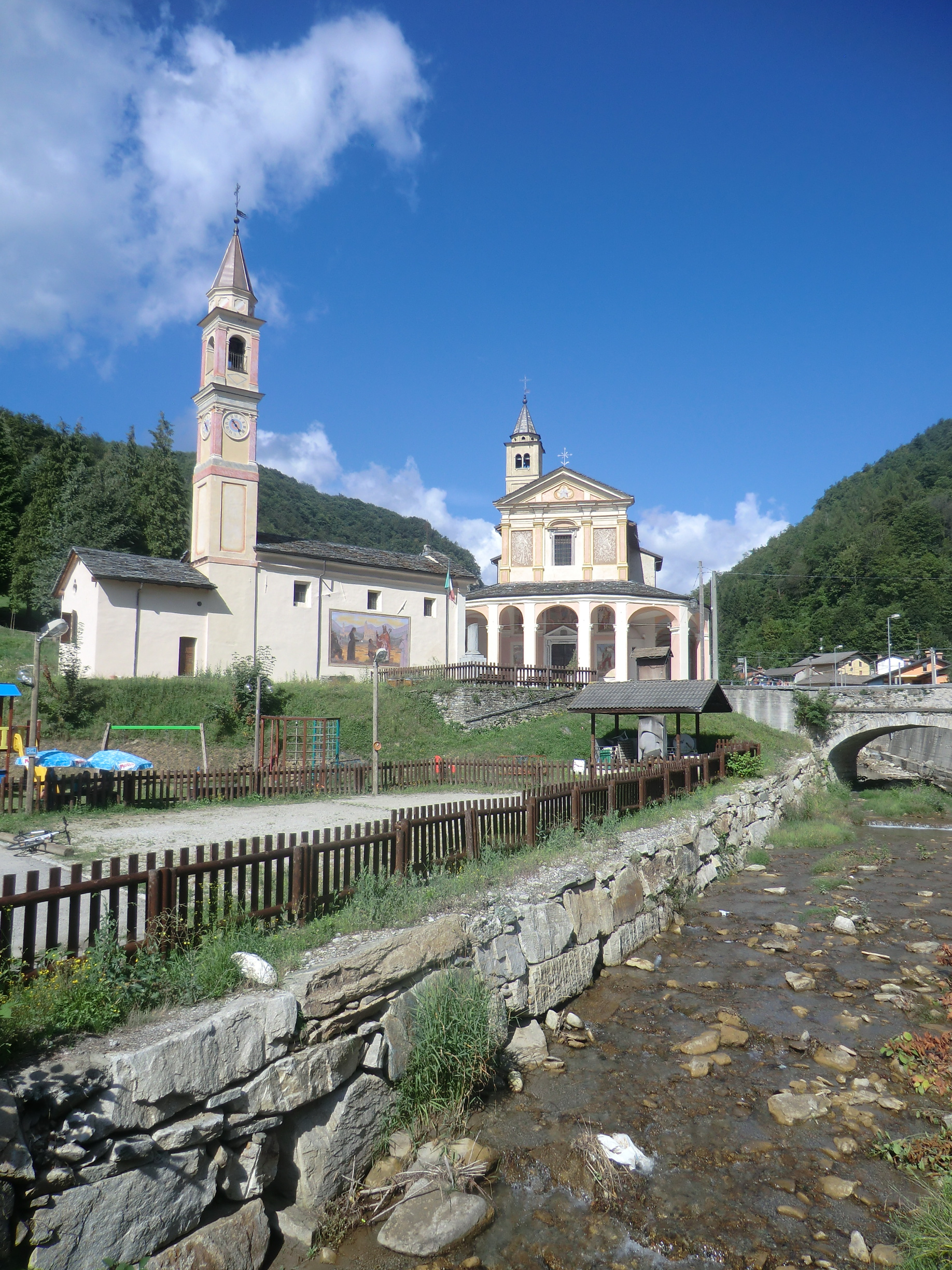
Heiligtum von San Mauro und Contraternita der Empfängnis der Heiligen Jungfrau

## Geschichte

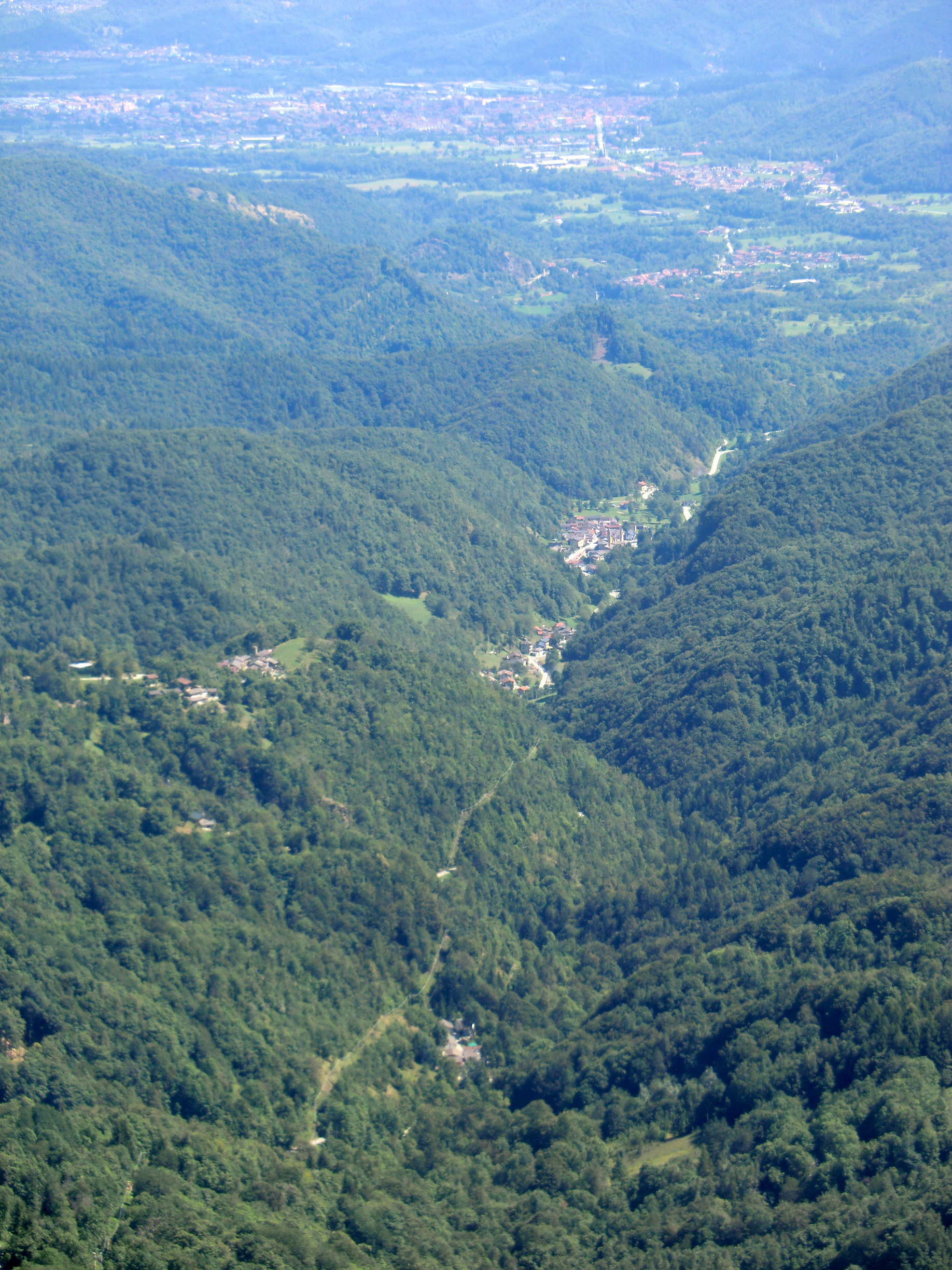
Blick von der Alpe di Rittana San Mauro, im Zentrum San Mauro, im Hintergrund die Stadt Borgo San Dalmazzo

Der Ortsname geht auf das Jahr 1197 zurück und erscheint mit „Ritana“, dessen Etymologie im spätlateinischen RITANUS, RITANA, mit der Bedeutung „Rio, kleiner Wasserlauf, Entwässerungskanal“ zu sehen ist. Es gibt nur wenige historische Informationen über die frühen Ereignisse des Dorfes. Im 13. und 14. Jahrhundert war es der Herrschaft der Markgrafen von Saluzzo, der Gemeinde Cuneo und der Familie Anjou unterworfen.
Gegen Ende des 15. Jahrhunderts stand es unter der Gerichtsbarkeit des Königs von Frankreich, dann unter der Herrschaft des Staates Savoyen. Aus historisch-architektonischer Sicht erwähnenswert ist die Pfarrkirche San Mauro aus dem frühen 13. Jahrhundert, umgeben von einem Portikus, unter dem zahlreiche Fresken sichtbar sind und die Bruderschaft der Unbefleckten Empfängnis. Auch die Kapellen des Santissimo Nome di Maria a Chesta, der Santi Pietro e Paolo und der Sant'Anna gehören zu den wertvollen Bauten im Rittana-Tal.